# Medal for Humane Action
La Medal for Humane Action est une récompense militaire des forces armées des États-Unis créée par une loi (63 Stat. 477) du Congrès des États-Unis le 20 juillet 1949. Cette médaille récompense les membres des forces armées qui ont accompli des missions prolongées dans le cadre du pont aérien de Berlin. La médaille est basée sur le design du insigne du pont aérien de Berlin (Berlin Airlift Device).

## Critères
Cette médaille a été créée dans le seul but de reconnaître les services rendus au cours d'une action unique (le pont aérien de Berlin) et n'a plus jamais été décernée. Les critères spécifiques d'attribution de cette médaille ont été établis par l'Executive Order 10325, "Regulations governing the award of the Medal for Humane Action", du 7 février 1952.
Pour recevoir la Medal for Humane Action, un membre du service devait avoir effectué plus de 120 jours de service dans les limites géographiques de Berlin, en soutien au pont aérien de Berlin entre le 26 juin 1948 et le 30 septembre 1949. Une récompense posthume peut être décernée à toute personne ayant perdu la vie lors de sa participation au pont aérien de Berlin, ou en conséquence directe de cette participation, sans tenir compte de la durée de son service, si elle remplit les conditions requises. Les personnes qui remplissent les conditions requises peuvent également recevoir la Army of Occupation Medal ou la Navy Occupation Service Medal, respectivement avec le dispositif du pont aérien de Berlin, et les deux médailles sont autorisées à être décernées et exposées simultanément.

## Description de la médaille
La médaille a été conçue par Thomas Hudson Jones de la section héraldique de l'US Army (US Army Institute of Heraldry) . Elle est en bronze et de forme ronde, d'un diamètre de 1,25 pouces (31,75 mm). Elle représente un Douglas C-54 Skymaster au-dessus d'une couronne de blé. Au centre de la couronne figurent les armoiries de Berlin. Le revers porte l'aigle, le bouclier et les flèches du sceau du ministère de la Défense (Department of Defense - DoD) et indique "For Humane Action / To Supply Necessities of Life to the People of Berlin Germany" (Pour une action humaine / Pour fournir les nécessités de la vie aux habitants de Berlin en Allemagne). La médaille est suspendue par un ruban principalement bleu sarcelle avec des bords noirs séparés par de fines bandes blanches. Au centre, une bande rouge est séparée de la sarcelle par de fines bandes blanches,,.

## Source
- (en) Cet article est partiellement ou en totalité issu de l’article de Wikipédia en anglais intitulé « Medal for Humane Action » (voir la liste des auteurs).